# Once (Diana Vickers-dal)
A Once egy dal Diana Vickers brit énekesnőtől és dalszerzőtől. A dalt Cathy Dennis és Eg White írta Vickers Songs from the Tainted Cherry Tree című albumára. A szám producere Mike Spencer volt, a felvétel a lemez első kislemezeként jelent meg 2010. április 19-én. A brit kislemezlista első helyéig jutott el.

## Kiadás
A Once című dalt a Big Top 40-ben játszották először Szilveszter alkalmából. Később a BBC Radio 1 műsorán is megjelent 2010. január 31-én. A Sunlight című dal – melyet a The Rise and Fall of Little Voiceban énekelt el – B-oldalként jelent meg a kislemezen.

## A kritikusok értékelései
A dalra többségben pozitív értékeléseket írtak a kritikusok.
Nick Levine (Digital Spy) pozitív véleményt írt a számról:„Ahelyett, hogy a Syco hasznot választaná, miután negyedikként végzett a The X Factorban még 2008-ban, az RCAhoz társult, – igen, ugyanazon csoport tagja – zseniálisan felsorakoztatott néhány érdekes közreműködőt debütáló albumára (Ellie Goulding, Lightspeed Champion, Guy Sigsworth), és ideje volt még arra is, hogy szerepeljen a Little Voiceban. Leon Jackson, figyelj és sírj! Ahogy mondtam, az album mindenféle szokatlan pop, de ez a debütáló kislemez agybahatoló – végül is mi mást várhatnánk egy Eg White/Cathy Dennis által írt daltól? Hogy kicsit precízebb legyek, a Once egy elektro-pop-rock szörnyeteg, melynek lírai ötlete – (I'm only gonna let you kill me once) valószínűleg kancsallá tenné Eoghan Quigget. Vickers csuklással megszakított ugatása nem fog megfelelni az összes ízlésnek, de mi tagadás, a gitáros kórust olyan nehéz kihagyni, mint…  a védjegyének számító kézmozdulatokat.”
A Popjustice is pozitívan írt Vickers debütáló anyagáról: „Mindannyian Diana rajongói voltunk a 2008-as X Factorban, szóval megkönnyebbülés volt, miután kiderült, hogy a Once egy olyan fajta dal, amire ezt mondhatod: "Az, hölgyeim és uraim, nem mindössze egy nagyon jó pop dal, hanem egy nagyon jó dal a műfaj ellenére", […] egyértelműen egy pop dal, viszont mégis több, mint csak pop – egy debütáló kislemez, mely páratlanul, és azonnal barátságosan hangzik, törékeny és merész ugyanakkor.”

## Kereskedelmi fogadtatás
A kislemez az ír kislemezlistán jelent meg először, 2010. április 22-én, itt a harmadik helyig jutott el. Ezután nyolcadik helyre esett vissza, majd a harmadik héten 6. lett a listán. A dal az European Hot 100 lista ötödik helyét is elérte. 2010. április 25-én a brit kislemezlista első helyezéséig jutott, közel 70 000 példányban kelt el a kislemez egy hét alatt. Az ezt követő héten a kislemez a negyedik helyre esett vissza, a Roll Deep Good Times című dala vette át a vezetést. A Onceból 204 000 példány kelt el az Egyesült Királyságban. 2010 májusában Új-Zélandon és Ausztráliában is játszani kezdték a számot a rádiók.

## Videóklip
A dalhoz tartozó videót Londonban forgatták 2010. február 7-én, Harvey Brown rendezésében. Vickers többféle helyen különböző öltözékekben látható, férfi táncosokkal, akik hangszereken játszanak. A videó március 3-án jelent meg a Play.com weboldalán. Vickers saját YouTube, illetve VEVO csatornáján is megtalálható a videó. A kettő nézettsége együtt közel másfél milliót tesz ki.

## Promóció
A Once című dalt először a The Coolerben adta elő Diana Bristolban, 2010 március 20-án, a Songs from the Tainted Cherry Tree Tour részeként. Azóta rengeteg televíziós megjelenése volt, többek között a skót The Hour című műsorban 2010. március 8-án, és a Blue Peterben 2010. április 13-án.  A GMTV és BBC Switch fellépője volt 2010 április 14-én és 17-én. Vickers a BBC Radio 1 vendége is volt Scott Millsszel április 12-én. Április 22-én a dal mellett a Snow Patrol Just Say Yes című dalát is elénekelte.

## Megjelenési forma és számlista
- CD kislemez[12]

1. Once – 2:58
2. Sunlight – 4:02
3. Jumping into Rivers (Frou Frou central mix) – 3:33
4. Four Leaf Clover (akusztikus) – 3:42

- iTunes[13]

1. Once – 3:11
2. Once (Manhattan Clique remix) – 3:25

## Slágerlistás helyezések
| Slágerlista (2010)            | Legjobb helyezés |
| ----------------------------- | ---------------- |
| Európai Hot 100 kislemezlista | 5                |
| Ír kislemezlista              | 3                |
| Brit kislemezlista            | 1                |

## Megjelenések
| Ország             | Dátum             | Formátum           | Kiadó       |
| ------------------ | ----------------- | ------------------ | ----------- |
| Írország           | 2010. április 16. | Digitális letöltés | RCA Records |
| Egyesült Királyság | 2010. április 18. | Digitális letöltés | RCA Records |
| Egyesült Királyság | 2010. április 19. | CD kislemez        | RCA Records |